# Icomda
Icomda Comércio e Desenvolvimento Automobilístico Ltda. war ein brasilianischer Hersteller von Automobilen.

## Unternehmensgeschichte
Das Unternehmen aus São José dos Campos begann 1986 mit der Produktion von Automobilen und Kit Cars. Der Markenname lautete Icomda. In den 1990er Jahren endete die Produktion.

## Fahrzeuge
Das erste Modell Brigão war ein geländegängiges Fahrzeug. Es hatte einen selbst hergestellten Rohrrahmen, einen luftgekühlten Vierzylinder-Boxermotor vom VW Brasília mit 1600 cm³ Hubraum im Heck und eine Karosserie aus Fiberglas. 1989 folgte der VW-Buggy Brasileirinho. Er hatte ebenfalls einen Rohrrahmen und VW-Boxermotoren, darunter einen mit 1200 cm³ Hubraum. Hiervon entstanden nur zwei Fahrzeuge. Danach entstanden nur noch Nachbildungen klassischer Fahrzeuge wie MG TD, Porsche 550 und Porsche 911. Sie hatten ein Fahrgestell von Volkswagen do Brasil und eine Karosserie aus Fiberglas.